# Манастир Морача (село)
Манастир Морача је насеље у општини Колашин у Црној Гори. Према попису из 2003. било је 49 становника (према попису из 1991. било је 73 становника).

## Демографија
У насељу Манастир Морача живи 47 пунолетних становника, а просечна старост становништва износи 46,8 година (47,8 код мушкараца и 46,0 код жена). У насељу има 20 домаћинстава, а просечан број чланова по домаћинству је 2,05.
Становништво у овом насељу веома је хетерогено.